# Benno Ziegler (Komponist)
Benno Ziegler  (* 16. Dezember 1891 in München; † 22. Januar 1965 ebenda) war ein deutscher Musikwissenschaftler, Komponist, Dirigent, Bibliothekar und Ministerialbeamter.

## Leben
Benno Ziegler kam als Sohn von Hans Ziegler, der Violinist an der Münchener Hofkapelle war, und Katharina Ziegler, geborene Göttfried, am 16. Dezember 1891 in München zur Welt. Zur Familie zählen der Bruder Georg, der 1893 geboren wurde und bereits 1910 verstarb, sowie seine Schwester Johanna (1894–1970).
Seine Jugend verbrachte Ziegler in München, wo er die Volksschule in Solln und das Königliche Theresiengymnasium besuchte. Nach dem Abitur nahm er ein Studium der Rechtswissenschaften ab dem Wintersemester 1912/13 an der Ludwig-Maximilian-Universität in München auf, das er bereits ein Jahr später abbrach, um ein Studium der Musikwissenschaft und Philosophie ebenda zu beginnen, wo er unter anderem bei Adolf Sandberger, Theodor Kroyer und Eugen Schmitz studierte. Während seines Studiums wurde er Mitglied des AGV München.
Im Ersten Weltkrieg meldete er sich als sogenannter „Einjähriger-Freiwilliger“ zum Kriegsdienst in der Königlich Bayerischen Armee und wurde als Leiter der Röntgen-Station im Frontabschnitt der Kriegslazarettabteilung in Roubaix (Frankreich) eingesetzt. Nach diesem Dienst setzte er seine musikwissenschaftlichen Studien fort, die er dank der Unterstützung von Sandberger 1916 mit einer Arbeit über Placidus von Camerloher zum Dr. phil. abschloss. In den Jahren 1919 bis 1921 übernahm er die Leitung des Münchener Bürgersaalchores.
Im Jahr 1920 trat Ziegler eine Anstellung als Bibliothekar an der Bayerischen Staatsbibliothek in München an, welche ihm als Vorbereitung zur Prüfung für den Höheren Bibliotheksdienst diente. Ein Jahr später – nach bestandenem Staatsexamen – wurde er in den Staatsdienst übernommen und wechselte als Staatsbibliothekar an die Universitätsbibliothek Würzburg, wo er sechs Jahre blieb, ehe er 1928 nach einer Beförderung zum Staats-Oberbibliothekar an die Bayerische Staatsbibliothek nach München zurückkehrte.
Nach der Machtübergabe an die Nationalsozialisten im Deutschen Reich im Januar 1933 wurde Ziegler an die Staatsbibliothek Bamberg versetzt, da er infolge des Reichstagsbrandes in der Nacht vom 27. auf den 28. Februar 1933 die Aussage tätigte, dass „dieser Hitler […] doch ein größenwahnsinniger Idiot“ sei. Aufgrund der hierauf folgenden Denunziation durch den Bibliothekarskollegen Rudolf Kummer sah sich die Direktion der Bayerischen Staatsbibliothek, die Ziegler wohlwollend gegenüber stand, genötigt, ihn nach Bamberg zu entsenden, um weiteren Verdächtigungen vorzubeugen. Dort jedoch wurde Ziegler 1934 auf Basis des am 1. April erlassenen „Gesetzes zur Wiederherstellung des Berufsbeamtentums“ zuerst in den Ruhestand versetzt und als Beamter entlassen.
In der Folgezeit übernahm Ziegler die Kirchenmusikerstelle an seiner Heimatpfarrei St. Johann Baptist in München-Solln und legte nach einem Ergänzungsstudium die A-Prüfung für Kirchenmusiker ab. Ab 1937 war er als Kirchenmusiker an St. Benno in München angestellt, bis die Kirche 1944 vollständig zerstört wurde. Im letzten Kriegsjahr wurde Ziegler dienstverpflichtet zur Wache in einer Sanitätsstation in München-Solln. Bereits am 1. Juli 1945 erfolgte aufgrund einer Anordnung der amerikanischen Militärregierung seine Wiedereinstellung in den Staatsdienst als Ober-Bibliothekar an der Bayerischen Staatsbibliothek in München. Diese Position behielt er nur wenige Wochen inne, da er als Musikreferent in das Bayerische Kultusministerium berufen wurde, wo er bis zu seiner Pensionierung 1957 blieb. Neben dieser Tätigkeit wirkte Ziegler sporadisch als Kirchenmusiker an St. Johann sowie als Chorregent an St. Benno.
Benno Ziegler verstarb an Nierenversagen kinderlos und ledig am 22. Januar 1965 in München und wurde auf dem Friedhof Solln beigesetzt.

## Werkverzeichnis(mit Textdichter, Jahreszahl und Werknummer – vollständig bis 1940)
I. Lieder
- Abendgebet (Angelus Silesius) 1937 31
- Abendsonne (W. Widder) 1925 16
- Allerseelen (Michael Gebhardt) 1926 17
- Ave Maria (Max Reuschle) 1922 10
- Bäume (Elisabeth Dauthendey) 1927 16
- Bergwanderer (Bjørnstjerne Bjørnson) 1917 17
- Blumengruß (Johann Wolfgang von Goethe) 1922 10
- Christnacht (Elisabeth Dauthendey) 1928 16
- Die Reiter und das Nägelein (Else Eberhard-Schobacher) 1923 12
- Der sterbende Krieger (Maria Janitschek) 1914 5
- Die Vereinten (Otto Julius Bierbaum) 1923 12
- Doch du warst kalt (Michael Gebhardt) 1926 17
- Ein Lied (W. Widder) 1925 16
- Einst werden Sonn und Sterne kalt (Elisabeth Dauthendey) 1923 12
- Ergebung (Hans Probst) 1931 21
- Es war einmal (L. Neubert) 1929 21
- Fallende Blätter auf meiner Hand (Elisabeth Dauthendey) 1927 16
- Gebet (Anton Möderl) 1937 31 Gebet (Hermann Claudius) 1932 21
- Glück (Cäsar Otto Hugo Flaischlen) 1922 10
- Glück (Hermann Hesse) 1926 16
- Gutenachtliedchen (Cäsar Otto Hugo Flaischlen) 1919 7
- Heimweh (altdeutsches Volkslied; Eduard Mörike) 1930 16
- In der Heimat 1931 23
- Komm heil’ger Geist 1915 31
- Liebe (Otto Julius Bierbaum) 1923 12
- Madonna im Rosenhag (Elisabeth Dauthendey) 1939 21
- Meine Frau 1940 36
- Mit einer Blume in der Hand 1934 21
- Morgenandacht (Michael Gebhardt) 1934
- Nacht (Hermann Hesse) 1918 7
- Nacht (Michael Gebhardt) 1929 17
- Neujahrswunsch (Hans Probst) 1937 36
- Ruhe (Hans Probst) 1936
- Schließe mir die Augen beide (Theodor Storm) 1922 10
- Seid still! Seid still! (Michael Gebhardt) 1931 23
- Sommerruh (Michael Gebhardt) 1931 23 Stabat mater 1915
- Traum (Benno Ziegler) 1922 12
- Trost (Theodor Storm) 1922 10
- Verzweiflung (Hermann Hesse) 1915 7
- Weihnachtslied (Theodor Storm) 1922 12
- Wenn in mattem Sternenschein 1923 12
- Wenn sich vom Licht der Sterne (Michael Gebhardt) 1926 17
- Wie die glühende Sonne (Benno Ziegler) 1940 36
- Wunsch 1931 23

ohne Opus
- An den Wind 1912
- Nenuphar (Friedrich Wilhelm Weber) 1913

II. Chöre
a) Deutsch
- Abendgang zur Geliebten (Heinrich Hart) 1924 13
- Christnacht (Robert Eduard Prutz) 1909
- Christnacht (Elisabeth Dauthendey) 1928 19
- Deine Hände (Wilhelm Holzamer) 1924 13
- Die schwarzen Gesellen (Konrad Waldhier) 1940 35
- Erde, liebe Erde (Otto Julius Bierbaum) 1929 22
- Feierabend (Joseph Maria Lutz) 1939 35
- Heimat (Max Mell) 1932 25
- Im Frühlingswind (W. Widder) 1925
- Jugend (Hermann Claudius) 1932 26
- Kommt all herbei ihr Engelein (Volkslied) 1937 32
- Lenzmorgen (Hans Probst) 1929 19
- Nun bitten wir den heiligen Geist (Kirchenlied) 1938 32
- Sommernacht (Hans Probst) 1929 19
- Um Mitternacht (Friedrich Nietzsche) 1923 14
- Vagabundenlied (Andreas Niedermayr) 1928
- Zu Gott erhebt sich meine Seel’ (Kirchenlied) 1939 32

ohne Opuszahl
- S.V.Spruch 1929
- Wahlspruch: Allwo das Lied ertönt 1938

b) Lateinisch
- Auctor beate saeculi 1933 27
- Ave Maria Ges-Dur 1914 6
- Ave Maria A-Dur 1916 6
- De profundis 1938 33
- Domine convertere 1916 8
- Exsurge Domine 1915 8
- Intende voci 1919 8
- Inveni David 1912 8
- Justus, ut palma florebit 1908 3
- Justus, ut palma florebit 1918 8
- Justus, ut palma florebit 1938 33
- Liberasti nos 1939
- O sacrum convivium 1913 3
- Pange Lingua Es-Dur 1915 4
- Pange Lingua H-Dur 1915 4
- Pange Lingua Des-Dur 1915 4
- Pange Lingua G-Dur 1915 4
- Pange Lingua A-Dur 1918 9
- Pange Lingua Fis-Moll 1917 9
- Pange Lingua G-Dur 1919 9
- Pange Lingua G-Dur 1931 27
- Pange Lingua A-Dur 1933 27
- Pange Lingua As-Dur 1935 27
- Priusquam te formarem 1913 8
- Sacerdotes Domini1913 3
- Sciant gentes 1939 33
- Tenuisti 1915 8
- Terra tremuit 1913 3
- Virga Jesse 1939 33

ohne Opus
- Asperges me 1935
- Ave Maria 1912
- Kyrie A-Dur (8-stimmig) 1913
- Kyrie D-Dur (8-stimmig) 1911
- Inveni David 1912
- Missa C-Dur (4-stimmig) 1912
- Missa F-Dur (2-stimmiger Männerchor) 1915
- Vexilla Regis 1938
- O sacrum convivium 1940

III. Größere Werke
a) Dramatisch
- Heiter das Leben, Ernst ist die Kunst 1922 11
- Eine expressionistische Komödie von Alfons Stroedel

b) Vokal
- Betsingmesse 1935 30
- Litaniae SSMI Cordis Jesu 1935 28
- Missa in F Dur 1913 1
- Missa Et homo fortis est 1935 29

c) Instrumental
- Bläserquintett F-Moll 1926 15
- Hohenfelser Tänze 1939 40
- Inventionen für Klavier 1913 2
- Präludium a-Moll für Orgel 1928 20
- Romanze für Violine und Klavier C-Dur 1930 18
- Studentische Intrada nach der alten Weise Meum est propositum 1931 24

ohne Opuszahl
- Fantasie für Klavier 1909
- Klaviertrio D-Dur 1908
- Largo für Violine und Klavier Cis-Moll 1911
- Sonate für Violine und Klavier B-Dur 1908
- Sonate im alten Stil für Violine und Klavier D-Dur 1912
- Sonatine für Violine und Klavier C-Dur 1912
- Streichtrio A-Dur 1909
- Streichquartett G-Dur 1908
- Suite für Violine und Klavier G-Moll 1912
- Toccata für Orgel C-Dur 1913
- Trio für Violine, Violoncello und Klavier 1913

IV. Bearbeitungen
Bearbeitungen diverser Kompositionen u. a. von Johann Sebastian Bach, Antonín Dvořák und Karl Kammerlander

## Schriften / Kompositionen
Schriften
- Musikhochschule; in: Lexikon der Pädagogik, Freiburg i. Br.: o. J., Sp. 555ff
- Placidus von Camerloher. 1718–1782. Des altbayerischen Komponisten Leben und Werke (Inaugural-Dissertation), München: Ludwig-Maximilians-Universität (Phil. Fak.), 1916
- Über die Beziehungen der Kirchenmusik zum liturgischen Stil, in: Musica Sacra, Jg. 52, 1919, S. 33ff
- Denkschrift über die ersten fünf Arbeitsjahre des Kirchenchor-Vereines Solln, verfasst und allen seinen Mitgliedern und Förderern gewidmet von Benno Ziegler, Straubing, 1919
- Placidus von Camerloher. Ein altbayerischer Tonkünstler [= S. 163–216; Teilabdruck der Dissertation: S. 1–33 und 85–105], Freising: Historischer Verein Freising, 1920
- Beethoven und das Volkslied, in: Die Einkehr. Unterhaltungs-Beilage der Münchner Neuesten Nachrichten, Jg. 1, Nr. 49, 1920
- Volkskunstwacht. Ein Beitrag zur richtigen Wertung des Volksliedes, in: Neue Musik-Zeitung, Jg. 52, 1921
- Zunftbuch der fahrenden Gesellen. Mit Zeichnungen von A. Paul Weber, Spandau, Johannesstift: Selbstverlag der fahrenden Gesellen, 1924
- Adolf Sandberger. Eine Lebensskizze, München: Verlag der S.-V.-Zeitung, 1925
- Eine Lehre vom Chor-Gesang in Stiften und Klöstern. Nach einer Handschrift aus dem XV. Jahrhundert im Besitze der Universitäts-Bibliothek Würzburg mit Übersetzung und Einleitung, Würzburg, 1926
- Von der Oper, in: Würzburg eine Provinzstadt? Oder Die kulturelle Sendung Würzburgs, Würzburg: 1927, S. 48–51
- Vom musikalischen Leben, in: Würzburg eine Provinzstadt? Oder Die kulturelle Sendung Würzburgs, Würzburg: 1927, S. 42–47
- Simon Breu. Ein Lebensbild des Chorliederkomponisten und Musikpädagogen. Mit Bild- und Notenbeilagen und einem Werkverzeichnis, Würzburg: Stürtz, 1928
- Zur Geschichte des Privilegium exclusivum des Mainzer Musikstechers Bernhard Schott, in: Festschrift für Georg Leidinger zum 60. Geburtstag am 30. Dezember 1930 (Hrsg.: Albert Hartmann) München, 1930, S. 293–306
- Johann Nepomuk Möswang. Ein niederbayerischer Bezirksamtmann und Kirchenkomponist, in: Kirchenmusikalisches Jahrbuch, Jg. 30, 1936, S. 1ff
- Meister der Gestaltung, (Autoren: Sepp Pickel; Richard Mund; Benno Ziegler), München: Lurz 1948
- Hermann Zilcher, in: Die Mainleite (Hrsg.: Historischer Verein, Schweinfurt; Stadtarchiv und Stadtbibliothek Schweinfurt), Schweinfurt: 1956 Nr. 2, S. 4
- Feste und Feiern deutscher Art. (Heinz Dänhardt, Benno Ziegler Hrsg.), Hamburg: Hanseat. Verlagsanstalt: o. J.

Weitere Schriften (ohne Titel)
- Musica Sacra: 49. Jg. (1916) S. 133f., 53. Jg. (1920) S. 9f., 17f., 25f
- Sursum Corda: 1. Jg. (1919) S. 5ff., 68ff., 81ff
- Der Chorleiter: 1. Jg. (1920) S. 123ff
- Monatshefte für katholische Kirchenmusik: 3. Jg. (1921) S. 70f
- Neue Musik-Zeitung: 42. Jg. (1921) S. 117f
- Seele. Monatszeitschrift im Dienste christlicher Lebensgestaltung: 3. Jg. (1921) S. 304f., 10. Jg. (1928) S. 103f
- Blätter des Akademischen Gesang-Vereins Würzburg: 11. Jg. (1922) S. 126ff., 162f., 14. Jg. (1925) S. 23ff., 15. Jg. (1926) S. 121ff., 17. Jg. (1928) S. 1ff., 19. Jg. (1930) S. 2
- Marienlieder… von Hermann Zilcher: Op. 52 (Textbuch Leipzig; Geleitwort von B. Z. „Würzburg, Ostern 1925.“)
- Musica Sacra: 56. Jg. (1926) S. 115ff
- Bayerische Frauenzeitung: 2. Jg. (1927) S. 98f
- S. V. Zeitung: 44. Jg. (1927) Diverse Artikel
- Vereinszeitung des A.G.V. München: 15. Jg. (1927) S. 53ff., 16. Jg. (1928) S. 159f.
- Würzburg eine Provinzstadt oder die kulturelle Sendung Würzburgs. Würzburg 1927. S. 42ff., 48ff
- Süddeutsche Sänger-Zeitung: 22. Jg. (1928) S. 98f
- Arndt-Blätter: 33. Jg. (1930), Nr. 2 S. 12ff
- Mitteilungen des Alt-Herren-Verbandes der Gotia: Juni 1930, S. 2f
- Zeitschrift für bayerische Landesgeschichte: 4. Jg. (1931) S. 116ff
- Kirchenmusikalisches Jahrbuch: 30. Jg. (1935), S. 140ff

Veröffentlichte Kompositionen
- Der sterbende Krieger. Dichtung von Maria Janitschek. Für 1 Singstimme mit Klavierbegleitung, München: Zierfuß, 1916
- Stabat mater. Für 1 Singstimme mit Begleitung der Orgel oder des Klaviers, München: Zierfuß, 1916
- Erde, liebe Erde. Für Männerchor (dreistimmig), Wolfenbüttel: Kallmeyer, 1929
- Studentenkantate. Musikalische Einrichtung von Benno Ziegler. Verbindender Text von Richard Knussert; in: Vereinszeitung des A.G.V. München, München 1930
- Heimweh. Zu einem altdeutschen Volksliedtext. Für eine Singstimme und Orgel- oder Streichtrio-Begleitung, Wolfenbüttel: Kallmeyer, 1931
- Pange lingua. Für vier Oberstimmen, Werk, 26, München: 1932
- Bet-Singmesse. München: Selbstverlag, 1935
- Festliches Präludium. Für Orgel. Werk 20, Solln: vom Komponisten als Manuskript gedruckt, 1936
- Ruhe. Für eine Singstimme und Klavier, München: Selbstverlag, 1936
- Raoul Koczalski: Semrud: ein Märchen aus dem Orient in 5 Bildern und einem Vorspiel; (Text unter Zugrundelegung eines Märchens aus „Tausendundein Tag“, einer dramatischen Skizze von Benno Ziegler und der komischen Oper „Der betrogene Kadi“ von Christoph Willibald Gluck), op. 118. Köln-Bayental: Rischer & Jagenberg, 1936